# يوليوس ريتشارد بتري
يوليوس ريتشارد بتري (31 مايو 1852 – 20 ديسمبر 1921) هو عالم أحياء دقيقة من ألمانيا اشتهر باختراعه لعلبة بتري التي حملت اسمه.

## حياته
من سنة 1877 إلى سنة 1879 كان يعمل في برلين وكان مساعد للطبيب الألماني روبرت كوخ. ثم اخترع بتري لوحة بيتري أو علبة بتري اثناء عمله كمساعد لروبرت، وقام بتطوير تقنية جديدة لتنقية أو استنساخ البكتيريا المستمدة من الخلية الواحدة. جعلت هذه التقنية أو الاختراع من الممكن التحديد بدقة عن البكتيريا المسؤولة عن الأمراض.

## علبة بيتري

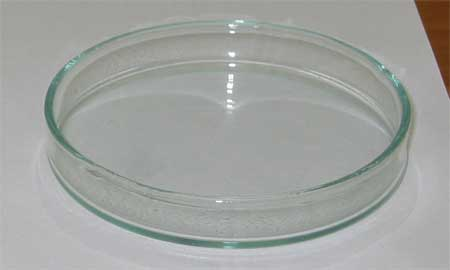
علبة بتري

هي وعاء مسطح دائري يصنع من الزجاج ويستعمل من قبل علماء الأحياء لزراعة الخلايا، ويستعمله علماء الكيمياء لحفظ بعض المركبات ووزنها.
و قام جوليوس بتري بالتالي بصناعة أول بيئة لنمو الميكروبات (Natural Media)أو (Natural Agar) ومن هذا المنطلق الاساسي تعددت أنواع البيئات على يده وعلى يد علماء اخرين من بعده وبهذا الابتكار الكبير يعتبر أحد الاباء المؤسسين الاصليين الذين ارتقوا بعلم الاحياء الدقيقة مثل روبرت كوخ وأنتونيو فان ليفنهوك.
1. ↑  تاريخ علماء الاحياء الدقيقة جامعة الطائف مرجع بإسم أحياء دقيقة عامة